# Lautenbach (Germania)
Lautenbach è un comune tedesco di 1 986 abitanti,  situato nel land del Baden-Württemberg.